# Laxbäcken
Laxbäcken is een plaats in de gemeente Vilhelmina in het landschap Lapland en de provincie Västerbottens län in Zweden. De plaats heeft 51 inwoners (2005) en een oppervlakte van 42 hectare. De plaats ligt op een schiereiland, dat uitsteekt in het langgerekte meer Malgomaj. Op het betrekkelijk kleine schiereiland waar de plaats op ligt ligt vooral landbouwgrond deze landbouwgrond gaat echter al vrij snel over in naaldbos.
Bestuurscentrum: Vilhelmina (Tätort)
Småort: Bäsksele · Dikanäs · Klimpfjäll · Latikberg · Laxbäcken · Lövliden · Malgovik · Meselefors · Nästansjö · Saxnäs · Skansholm · Storseleby
Overig: Aronsjö · Fatmomakke · Kittelfjäll · Siksjönäs · Stalon · Strömnäs · Svannäs